# Maripá
Maripá é um município brasileiro do estado do Paraná, localizado na região oeste do estado. Em 2010 contava com uma população estimada em torno de 5.889 habitantes. Também é conhecida regionalmente como a Cidade das Orquídeas, pelo cultivo da mesmas nas arvores da cidade, e pelo arrancadão de tratores, evento tradicional da cidade realizado anualmente.
Considerado o quinto município do Paraná em qualidade de vida, e 49º no pais pelo Índice de Desenvolvimento Humano (2000). [carece de fontes?]

## Economia
Sua economia se baseia na produção agrícola onde se destacam a produção de soja, milho, mandioca, criação de bovinos na produção de leite, produção de frangos e suínos para abate.

## Administração Politica
O atual prefeito é Anderson Bento Maria.

## História
Fundada em 4 de junho de 1953, por colonizadores vindos principalmente de Santa Catarina e Rio Grande do Sul, em grande parte de origem germânica.
Maripá deve este nome devido a sua colonizadora que tinha o nome de Madeireira Rio Paraná onde as iniciais do nome da empresa formam a sigla Maripá.
A emancipação da cidade ocorreu em 17 de abril de 1990.